# سیارک ۹۰۵۵
سیارک ۹۰۵۵ (به انگلیسی: 9055 Edvardsson، نامگذاری:1992DP8) نه هزار و پنجاه و پنجمین سیارک کشف شده‌است که در ۲۹ فوریه ۱۹۹۲ کشف شد.
قدر مطلق سیارک برابر ۲۰.۴ است.